# 集賢殿

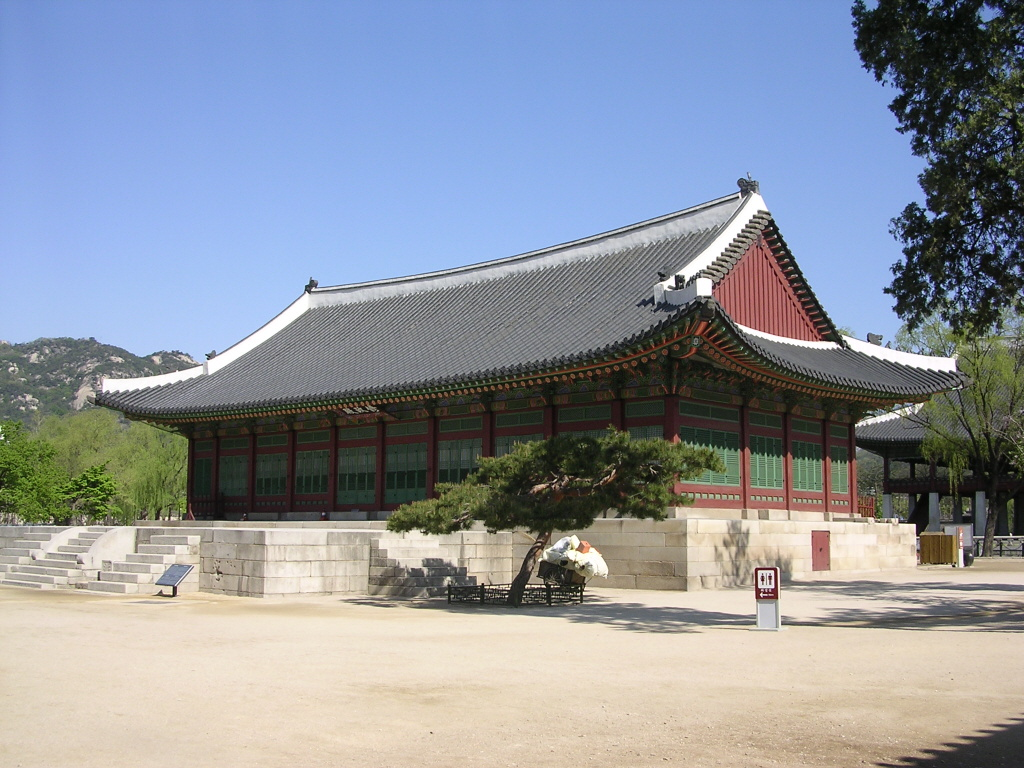
集賢殿，今景福宮修政殿

集賢殿 (：／)，是由朝鲜王朝世宗設置的研究機構，成立於1420年。集賢殿最重要的工作是發明了訓民正音（韓文）；此外，集賢殿還曾參與出版許多學術和科學著作，使得世宗之世成為韓國文化的黃金時代。
集賢殿被朝鲜世祖解散，很多成員因欲復立端宗被殺（尤其是有名的死六臣），然而仍有類似的機構繼續大致相同的工作，但沒有享受與集賢殿相同的威望。

## 著名學者
- 鄭麟趾（1396年至1478年）
- 申叔舟（1417年至1475年）
- 崔恆
- 成三問
- 朴彭年
- 李塏
- 柳誠源

## 構成
- 領殿事，官位正一品，定数2人
- 大提學，官位正二品，定数2人
- 提學，官位从二品，定数2人
- 副提學，官位正三品，定数1人
- 直提學，官位从三品，定数1人
- 直殿，官位正四品，定数1人
- 應敎，官位从四品，定数1人
- 校理，官位正五品，定数1人
- 副校理，官位从五品，定数1人
- 修撰，官位正六品，定数1人
- 副修撰，官位从六品，定数1人
- 博士，官位正七品，定数1人
- 著作，官位正八品，定数1人
- 正字，官位正九品，定数1人